# تشوجو-هيمي
توشجو -هيمي (باليابانية : 中将姫 تُنطق باليابانية : تشوجو-هيمي، الأميرة القبطانة الوسطي) (تُكتب أيضاً هاسي هيمي) (تعود للفترة بين 753–781 م) بحسب معظم الروايات هي ابنة النبيل فوجيوارا نو تويوناري التي هربت من الاضطهاد على يد زوجة أبيها عندما أصبحت راهبة في تيما-ديرا في نارا. هناك أخذت اسم زينشين -ني أو اسم دارما هونيو (باليابانية: 法 如). أصبحت بطلة شعبية، موضوع العديد من الحكايات الشعبية اليابانية التي تحتفل بتقوى الأبناء. يطلق عليها أحيانًا الـسندريلا اليابانية.

## الفلكلور
يقال إنها ابنة أحد الوزراء الإمبراطوريين من عشيرة فوجيوارا وأميرة ملكية. تختلف القصص المختلفة حول تاريخ ميلادها: معظمها يعود إلى القرن الثامن، في عهد الإمبراطور شومو، وتشير بعض المصادر إلي أنها ابنة فوجيوارا نو تويوناري. ومع ذلك، في عدد قليل من الروايات الأخري إنها ابنة فوجيوارا نو تويوشيغي، قبل قرن من الزمان.  يقال إن والديها ليس لهما أطفال قد تضرعا للآلهة كانون لتمنحهما ابنة مقابل حياة أحد الوالدين. وعندما تبلغ تشوجو هيمي الثالثة، تموت والدتها؛ بعد ذلك يتزوج والدها مرة أخرى.
في بعض الروايات من القصة، أمرت زوجة أبيها بعد ذلك بأخذها إلى الجبال وتركها لتموت. في روايات أًخري، تظل في المنزل وتقوم بعمل نسخ من السوترا البوذية لتطلب لها الراحة والخلاص والدتها من العذاب، وهذا التفاني يجعلها تكسب عداء زوجة أبيها. في كلتا الحالتين، يتم إنقاذها من قبل الراهبات البوذيات في معبد تيما-ديرا وتصبح هي نفسها راهبة. وباعتبارها راهبة، فإنها تعيش حياة قاسية وتأملية، وتُعرف باسم «بوذا الحي».  يعود لها الفضل في اختراع فن التطريز خلال هذا الوقت.
يعود الفضل إلى تشوجو هيمي في نسج خيط اللوتس، تيما مانديلا، وهو ماندالا يصور الكوزموغرافيا للأرض النقية. يُقال إنها تمكنت من تحقيق هذه المعجزة وقامت بالإنتهاء منها في ليلة واحدة. تقول بعض الروايات أنها تلقت المساعدة من خلال ظهور أميدا بوتسو وقال لها قد استجابة الإلهة لدعواتها.   تعتقد المعتقدات الأخرى أنها كانت هي نفسه تجسيدًا للربة كانون. 

### تطور أسطورة تشوجو -هيمي
يعود أقدم ذكر لـ تشوجو -هيمي وارتباطها بأصل التيما مانديلا إلى القرن الثالث عشر في شكل لوحة يدوية بعنوان تيماء ماندارا إنجي إيماكي. في النص المصاحب لفافة اليد، يشار إليها باسم «ابنة يوكوهاغي نو أوتودو». ثم تم ذكرها بالاسم في العمل التصويري والخطي إيببين هيجيري-ي Ippen Hijiri-e ، بتاريخ 1299. يعرّف هذا النص أيضًا تشوجو -هيمي بأنها «تجسيد للإله البوذي». يصور كلا النصين أسطورة تشوجو -هيمي في شكل أكثر تقليدية، مع التركيز بشكل أساسي على أيامها كراهبة في تيماء ديرا ووضعها الإلهي. في وقت لاحق سوف تتوسع الرسوم في حياتها قبل أن تصبح راهبة.
خلال أواخر القرن الرابع عشر وأوائل القرن الخامس عشر، تمت إضافة موضوعات جديدة إلى قصة تشوجو هيمي، خاصة فيما يتعلق بحياتها قبل أن تصبح راهبة.  أخذت هذه الرواية الجديدة للأسطورة شكل مسرحيات نو.
كانت إحدى هذه المسرحية هيبارياما (سكايلارك ماونتن، كاتب غير معروف). يروي الفصل الأول كيف أمر والد تشوجو -هيمي، الوزير تويوناري، أحد خدامه بقتل ابنته، بعد أن صدق كذبة عنها. ثم يأخذ الخدم تشوجو -هيمي إلى جبل هيباري Hibari بنية قتلها، لكنه، غير قادر على القيام بذلك، قام بدلاً من ذلك ببناء ملجأ لها وقام بمعالجتها وهذا يشبه نوعاً ما قصة بياض الثلج.
في الفصل الثاني، مر بعض الوقت وأدرك والد تشوجو -هيمي أن شائعات ابنته غير صحيحة وأصبح يندم على أفعاله. ثم واجه تشوجو -هيمي، وعندما علم أنها على قيد الحياة وبصحة جيدة، اجتمعوا مرة أخرى، وأعاد تشوجو -هيمي إلى المنزل. لم تذكر هيبارياما أي ذكر لوقت تشوجو-هيمي كراهبة.
مسرحية نو الأخرى التي طورت أسطورة تشوجو -هيمي هي مسرحية تيماء، المنسوبة إلى الكاتب المسرحي زيامي Zeami . في هذه الرواية، تم التخلي عن تشوجو -هيمي في جبل هيباري Hibari من قبل زوجة أبيها الشريرة. على الرغم من الظروف القاسية للجبال، إلا أنها ظلت على قيد الحياة، وهذا يرجع إلى كونها تناسخًا لبوذا. تم العثور عليها لاحقًا من قبل والدها السيد تويوناري، الذي أعادها إلى المنزل. ومع ذلك، فإن تشوجو -هيمي فتصبح غير مهتمة بالشؤون الدنيوية، وتترك العاصمة وتصبح راهبة في تيماء -ديرا.

## في الثقافة الشعبية
هناك فيلم قصير صامت عام 1911، بطولة ماتسونوسوكي أونوي، مبني على أسطورة تشوجو -هيمي.
ألقيت دور الشخصية النسائية الرئيسية في رواية 1939 Shisha no sho بواسطة Shinobu Orikuchi .
تم تسمية الدواء العشبي تشوجوتو Chūjōtō الذي تستخدمه لعلاج «شكاوى النساء» المختلفة مثل آلام الدورة الشهرية باسمها. 

### استشهاد عام
- اشكنازي، مايكل (2003). كتيب الأساطير اليابانية . سانتا باربرا، كاليفورنيا: ABC-Clio.
- "Chūjō-hime." (1985). موسوعة كودانشا اليابانية . طوكيو: Kodansha Ltd.
- بابينوت، إدموند (1910). القاموس التاريخي والجغرافي لليابان. طوكيو: Librarie Sansaisha.
- تشوجو-هيمي  في قاعدة بيانات الأفلام على الإنترنت (بالإنجليزية)